# Mathieu Col
Mathieu Col est un homme politique français né le 21 novembre 1744 à Saint-Anthème (Puy-de-Dôme) et décédé le 22 août 1811 à Ambert (Puy-de-Dôme).
Juge au tribunal de district d'Ambert puis administrateur du département, il est député du Puy-de-Dôme de 1791 à 1792, siégeant dans la majorité. Il est conseiller d'arrondissement sous le Premier Empire puis devient procureur impérial à Ambert.

## Sources
- « Mathieu Col », dans Adolphe Robert et Gaston Cougny, Dictionnaire des parlementaires français, Edgar Bourloton, 1889-1891 [détail de l’édition]